# Lavaiano
Lavaiano è una frazione del comune italiano sparso di Casciana Terme Lari, nella provincia di Pisa, in Toscana, dove la SGC Firenze-Pisa-Livorno si divide in 2 parti, una in direzione Livorno Centro, una per Pisa Ovest. 
Deriva da due villate che diedero il nome a due popoli (San Michele di Lavajano vecchio e San Martino di Lavajano nuovo) riuniti alla parrocchia di S. Lorenzo a Gello di Lavajano, sottoposti anticamente alla distrutta pieve di Triana, attualmente a quella di Ponsacco, nella Comunità Giurisdizione e circa 3,5 miglia toscane a sudovest di Pontedera, Diocesi di San Miniato, già di Lucca, Compartimento di Pisa.
Entrambe queste villate si trovavano all'estrema base delle colline pisane fra Lari, Ponsacco e Cenaia, in mezzo a una pianura precedentemente fondo di palude, chiamato tuttora del Pozzale, palude che le torbe delle superiori colline, depositate dalle acque del Fosso Zannone e della Fossa nuova, hanno col passare dei secoli vistosamente bonificato.
Fra le memorie più antiche di Lavajano e del suo Agello, ossia Gello, si conosce un contratto dei 24 novembre 880, col quale Gherardo vescovo di Lucca allivellò una casa padronale con corte e podere annesso, posta in loco ubi dicitur Lavajano prope Agello, casa che era di pertinenza della chiesa di S. Frediano di Lucca.
C'è un'altra carta dell'anno 986, ma questa riferisce più specialmente a una distrutta pieve della Diocesi Lucchese, detta a Laviano, talvolta a Lavajano, o a Lavano. Forse anche alla stessa perduta pieve si riferiva una permuta fatta nel 1119 tra l'abate e i monaci della badia di Serena e il Vescovo di Lucca, che concesse loro alcune sue possessioni situate in Laviano, o Lavajano, a Monte Castello, ecc.
È ancora dubbio se si riferisca al castello e borgo di Lavajano vecchio un atto di donazione rogato a Pisa il 18 novembre 1156 (stile comune), col quale un Gualfredo, figlio del conte Arrigo della consorteria dei Conti della Gherardesca, vendette all'Arcivescovo Villano per la sua cattedrale di Pisa la porzione che gli spettava del castello e borgo di Lavajano col suo distretto e con tutto ciò che lo stesso Gualfredo teneva a titolo di pegno nella corte di Strido, nel castello e distretto di Monte Vaso ecc..
Tratta probabilmente del Lavajano di Ponsacco anche una pergamena dell'Arch. Arc. di Lucca dell'anno 731, relativa alla dotazione di una chiesa sotto il titolo di S. Maria fondata in Laveriano; mentre una nota scritta sul retro della carta con caratteri del secolo XI o XII, porta la seguente indicazione: Offertio vinee in S. Maria de la Vajana. Tale indicazione giova piuttosto per la chiesa di S. Maria a Vajano o alla Vajana dell'antico piviere di Montopoli, già di Musciano, alla quale si riferiscono molti altri documenti del medio evo..
Al Lavajano di Ponsacco si riferiscono anche le Cronache pisane all'anno 1369 (stile comune), allorché in Lavajano quel governo fece edificare una specie di rocca con fossi intorno e ponte levatoio. La rocca fu combattuta, presa e demolita dai fiorentini pochi anni dopo (1388).
Il popolo di Lavajano si sottomise e prestò giuramento di fedeltà alla Repubblica fiorentina il 10 novembre 1406, e nell'atto medesimo furono concesse alcune capitolazioni al paesino insieme al popolo di Perignano.
Portò il cognome di Lavajano, sua patria, un distinto diplomatico pisano, Gasparri di Lavajano, il cui talento nel 1406 consentì a Giovanni Gambacorti di ottenere dalla Signoria di Firenze un largo partito in occasione della resa della città di Pisa, stretta dalla fame per lungo assedio.